# Juro Que
Singles de Rosalía
Highest in the Room
(2019) TKN
(2020)
Juro Que est une chanson de la chanteuse espagnole Rosalía sortie le 23 janvier 2020 sous les labels Columbia Records et Sony Music. 

## Contexte
Le 22 janvier 2020, la chanteuse publie une photo avec la star de la série espagnole Élite, Omar Ayuso sur les réseaux sociaux avec la légende Juro que,. La chanson parle de l'emprisonnement d'un amant. La chanson ramène Rosalía à ses débuts avec le flamenco grâce à la présence d'une guitare espagnole et d'une production minimale. 